# マイリトルガール きらめきの夏
『マイリトルガール きらめきの夏』（マイリトルガール きらめきのなつ、原題：My Little Girl）は、1986年に公開されたアメリカ映画。
日本では「U.S.フィルム・フェスティバル」で『マイ・リトル・ガール』の邦題で上映された後、劇場公開はされず『マイリトルガール きらめきの夏』の邦題でビデオ化された。

## キャスト
- メアリー・スチュアート・マスターソン：フラニー
- ジェームズ・アール・ジョーンズ
- ジェラルディン・ペイジ
- トレイシー・リン
- エリカ・アレクサンダー（英語版）
- ピーター・ギャラガー
- アン・メアラ
- パメラ・ペイトン＝ライト（英語版）
- ピーター・マイケル・ゴーツ（英語版）
- ジョージ・ニューバーン
- ジェニファー・ロペス
- ユージン・バード

## スタッフ
- 監督：コニー・カイザーマン
- 脚本：コニー・カイザーマン、ナン・メイソン
- 製作総指揮：イスマイル・マーチャント
- 製作：トマス・Ｆ・ターリー
- 撮影：ピエール・ロム
- 音楽：リチャード・ロビンズ